# Diógenes Lara
Diógenes Lara (Muela, Provincia de Punata, Cochabamba, 6 de abril de 1903-16 de septiembre de 1968) fue un futbolista, entrenador, militar y profesor boliviano. Jugaba como mediocampista, y fue parte de la selección de Bolivia que participó en la Copa Mundial de Fútbol de 1930 en Uruguay.

## Carrera futbolística
Participó como jugador toda su carrera en el New Players de Cochabamba, del cual fue uno de sus fundadores. Participó también en varios seleccionados de Cochabamba.
Fue internacional con la selección boliviana, y formó parte del plantel que disputó los Campeonatos Sudamericanos de 1926 en Santiago, 1927 en Lima, y la Copa Mundial de 1930 en Uruguay. En 1946 fue entrenador de Bolivia en el Campeonato Sudamericano de ese año en Buenos Aires.

## Carrera militar
En medio de la guerra del Chaco se enlistó de forma voluntaria, y fue movilizado al Chaco el 18 de febrero de 1933, e incorporado al grupo de morteros del Regimiento Colorados 41 de Infantería. En 1935 fue ascendido al grado de teniente de reserva.